# 2022 en tennis
| Années du tennis : 2019 - 2020 - 2021 - 2022 - 2023 - 2024 - 2025    |
| Décennies du tennis : 1990 - 2000 - 2010 - 2020 - 2030 - 2040 - 2050 |

Cet article résume les faits marquants de l'année 2022 dans le monde du tennis.

## Résultats

### Tournois du Grand Chelem et Masters
- Open d'Australie (du 17 janvier au 30 janvier 2022)
- Tournoi de Roland Garros (du 22 mai au 5 juin 2022)
- Tournoi de Wimbledon (du 27 juin au 10 juillet 2022)
- US Open (du 29 août au 11 septembre 2022)
- Masters de tennis féminin (du 30 octobre au 6 novembre 2022)
- ATP Finals (du 13 novembre au 20 novembre 2022)

| Tournoi GC       | Simple messieurs | Simple dames    | Double messieurs                  | Double dames                          | Double mixte                   |
| ---------------- | ---------------- | --------------- | --------------------------------- | ------------------------------------- | ------------------------------ |
| Open d'Australie | Rafael Nadal     | Ashleigh Barty  | Thanasi Kokkinakis Nick Kyrgios   | Barbora Krejčíková Kateřina Siniaková | Kristina Mladenovic Ivan Dodig |
| Roland-Garros    | Rafael Nadal     | Iga Świątek     | Marcelo Arévalo Jean-Julien Rojer | Caroline Garcia Kristina Mladenovic   | Ena Shibahara Wesley Koolhof   |
| Wimbledon        | Novak Djokovic   | Elena Rybakina  | Matthew Ebden Max Purcell         | Barbora Krejčíková Kateřina Siniaková | Desirae Krawczyk Neal Skupski  |
| US Open          | Carlos Alcaraz   | Iga Świątek     | Rajeev Ram Joe Salisbury          | Barbora Krejčíková Kateřina Siniaková | Storm Sanders John Peers       |
| Masters          | Novak Djokovic   | Caroline Garcia | Rajeev Ram Joe Salisbury          | Veronika Kudermetova Elise Mertens    | -                              |

### Épreuves par équipes
- ATP Cup (du 1er janvier au 9 janvier 2022), remportée par le Canada
- Coupe Davis (du 4 mars au 27 novembre 2022), remportée par le Canada
- Coupe Billie Jean King (du 15 avril au 13 novembre 2022), remportée par la Suisse

### Autres tournois
- Au deuxième échelon, l'ATP Challenger Tour 2022 et le Circuit féminin de l'ITF 2022
- Au troisième échelon, les tournois Future organisés par l'ITF

## Faits marquants

### Janvier
- 9 janvier  : grâce à des victoires de Denis Shapovalov et Félix Auger-Aliassime, le Canada bat l'Espagne (2-0) en finale et remporte pour la première fois l'ATP Cup[1]. A Melbourne, lors du tournoi ATP 250 de début de saison, l'Espagnol Rafael Nadal remporte le tournoi en battant en finale le qualifié américain Maxime Cressy. Il s'agit du 89e titre ATP de sa carrière en simple. Grâce à ce sacre, il détient la plus longue série de saisons consécutives avec au moins un titre sur le circuit principal (19, entre 2004 et 2022). A Adélaïde, l'Australienne Ashleigh Barty remporte son 5e titre WTA 500 en dominant en finale la Kazakhe Elena Rybakina. Il s'agit de son 2e titre dans ce tournoi après celui gagné en 2020. Elle s'adjuge également le titre en double avec sa compatriote Storm Sanders.
- 15 janvier : au tournoi WTA 500 de Sydney, l'Espagnole Paula Badosa remporte le 3e titre de sa carrière en battant la Tchèque Barbora Krejčíková.
- 16 janvier : le Serbe Novak Djokovic, non-vacciné contre la Covid-19 par choix personnel, est contraint de quitter le territoire australien par le premier vol à la suite d'un long feuilleton judiciaire l'empêchant ainsi de participer à l'Open d'Australie[2],[3].
- 29 janvier : Ashleigh Barty remporte son premier Open d'Australie[4]. Il s'agit du 15e titre WTA de sa carrière, le 3e en Grand Chelem après Roland-Garros 2019 et Wimbledon 2021. Elle devient ainsi la première Australienne à remporter le tournoi depuis Chris O'Neil en 1978.
- 30 janvier : Rafael Nadal remporte l'Open d'Australie[5] en renversant en finale, après avoir été mené 2 sets 0, le numéro 2 mondial Daniil Medvedev, au terme d'un combat long de 5 h 24, ce qui en fait la deuxième finale d'un Majeur la plus longue de l'histoire. Il soulève ainsi le 90e titre de sa carrière en simple, le 21e en Grand Chelem. Avec cette victoire, Rafael Nadal devient ainsi le recordman de titres en Grand Chelem chez les hommes devant Roger Federer et Novak Djokovic (20), et le troisième homme de l'histoire à remporter plusieurs fois tous les tournois du Grand Chelem après Rod Laver et Novak Djokovic.

### Février
- 13 février : l'Estonienne Anett Kontaveit remporte, à Saint-Pétersbourg, le 6e titre de sa carrière en battant la Grecque Maria Sakkari. A l'occasion de la finale, elle remporte son 20e match consécutif sur dur en intérieur après avoir gagné en fin de saison 2021 les tournois d'Ostrava, Moscou et Cluj. Le Canadien Félix Auger-Aliassime remporte son 1er titre en carrière au tournoi ATP 500 de Rotterdam en battant en finale Stéfanos Tsitsipás. Il avait préalablement perdu 8 finales entre 2019 et 2021.
- 19 février : la Lettone Jeļena Ostapenko remporte son 5e titre WTA à Dubaï, le 2e en catégorie WTA 500, en dominant en finale la Russe Veronika Kudermetova.
- 20 février : à Rio de Janeiro, l'Espagnol Carlos Alcaraz remporte le tournoi en battant en finale Diego Schwartzman. Il s'agit du 2e titre ATP de sa carrière. À 18 ans, il est le plus jeune joueur de l'histoire à s'imposer dans un ATP 500. Ce sacre lui permet d'intégrer pour la première fois de sa carrière le top 20.
- 26 février : la Polonaise Iga Świątek remporte le tournoi de Doha en battant l'Estonienne Anett Kontaveit. Il s'agit de son 2e titre en catégorie WTA 1000.

### Mars
- 1er mars : en raison de l'invasion de l'Ukraine par la Russie en février, les instances du tennis mondial dont l'ATP, la WTA et l'ITF décident d'annuler le tournoi de Moscou et de suspendre les équipes russe et biélorusse des compétitions de Coupe Davis et de Coupe Billie Jean King ainsi que toute autre tournoi par équipes mais  accepte la participation des joueurs et joueuses russes et biélorusses aux tournois, mais sous une bannière neutre[6].

- 15 mars : l'Espagnol Rafael Nadal, en battant Daniel Evans au 3e tour d'Indian Wells, devient le premier joueur à avoir remporté 400 victoires en Masters 1000[7].

- 20 mars : la Polonaise Iga Świątek remporte à Indian Wells[8] son 5e titre WTA, le 3e en catégorie WTA 1000, en dominant en finale la Grecque María Sákkari. A l'issue du tournoi, elle atteint la 2e place au classement WTA. Chez les hommes, l'Américain Taylor Fritz remporte le tournoi en battant en finale Rafael Nadal. Il s'agit du 2e titre ATP de sa carrière, le premier dans la catégorie Masters 1000.

- 23 mars : à 25 ans, l'Australienne Ashleigh Barty annonce sa retraite sportive[9],[10].

### Avril
- 3 avril : la Polonaise Iga Świątek remporte à Miami le 6e titre de sa carrière en battant la Japonaise Naomi Osaka. Il s'agit de son 4e titre en catégorie WTA 1000, le 3e de suite sur la saison. Chez les hommes, l'Espagnol Carlos Alcaraz remporte le tournoi en battant en finale Casper Ruud. Il s'agit du 3e titre ATP de sa carrière en simple, le 1er en Masters 1000. À 18 ans et 333 jours, il devient le plus jeune joueur à remporter ce tournoi et le troisième plus jeune à remporter un Masters 1000 après Michael Chang et Rafael Nadal[11].
- 10 avril : la Suissesse Belinda Bencic remporte le tournoi WTA 500 de Charleston, son 8e titre en carrière, en battant en finale la Tunisienne Ons Jabeur. Le Grec et tenant du titre Stéfanos Tsitsipás remporte le tournoi Masters 1000 de Monte-Carlo en battant en finale l'Espagnol Alejandro Davidovich Fokina.
- 24 avril : l'Espagnol Carlos Alcaraz remporte le tournoi de Barcelone en battant son compatriote Pablo Carreño Busta 6-3, 6-2 . Il s'agit de son 3e titre de la saison après Rio de Janeiro et Miami. A Stuttgart, la Polonaise Iga Świątek remporte le tournoi en battant la Biélorusse Aryna Sabalenka. Il s'agit de son 4e titre remporté sur la saison.

### Mai
- 7 mai : la Tunisienne Ons Jabeur remporte le 2ème titre de sa carrière à Madrid, le 1er en WTA 1000, en battant en finale l'Américaine Jessica Pegula.
- 8 mai : l'Espagnol Carlos Alcaraz remporte le tournoi de Madrid en battant en finale le tenant du titre Alexander Zverev. Il s'agit du 5e titre ATP de sa carrière en simple, le 4e de la saison et le 2e en Masters 1000. À 19 ans et 3 jours, il devient le plus jeune vainqueur du tournoi. Il devient également le sixième joueur depuis le début de l'ATP Tour à avoir remporté ses cinq premières finales sur le circuit principal après Andreï Medvedev, Thomas Enqvist, Sjeng Schalken, Ernests Gulbis et Martin Kližan. À l'issue du tournoi, il obtient son meilleur classement ATP, en grimpant à la 6e place mondiale. Au cours de ce tournoi, il bat Rafael Nadal en quarts de finale puis Novak Djokovic en demi-finale. Il devient ainsi le premier joueur à battre ces deux joueurs lors d'un même tournoi sur terre battue[12].
- 14 mai : la Polonaise Iga Świątek remporte le 8e titre de sa carrière à Romeen battant la Tunisienne Ons Jabeur. Il s'agit de son 5e titre en catégorie WTA 1000 et le 5e titre remporté sur la saison 2022.
- 15 mai : le Serbe Novak Djokovic remporte le tournoi de Rome en battant en finale le Grec Stéfanos Tsitsipás. Il s'agit du 87e titre ATP de sa carrière en simple, le 38e en Masters 1000. Il remporte la 1000e victoire de sa carrière lors de sa demi-finale face à Casper Ruud. Il devient le 5e joueur à atteindre ce total après Jimmy Connors, Roger Federer, Ivan Lendl et Rafael Nadal[13].
- 22 mai : surprise à Roland Garros ou la Tunisienne Ons Jabeur 6e mondiale est sortie au 1er tour du tournoi (6-3, 6-7, 5-7) par la Polonaise Magda Linette 56e mondiale[14].
- 23 mai : nouvelle sensation dans le tableau féminin de Roland Garros ou la jeune Française de 19 ans Diane Parry (97eme mondial) élimine au 1er tour la tenante du titre et numéro 2 mondiale Barbora Krejčíková[15].
- 30 mai : en huitièmes de finale de Roland Garros, le Danois Holger Rune (40e mondial) crée la sensation en parvenant à éliminer (7-5, 3-6, 6-3, 6-4) le Grec Stefanos Tsitsipas 4e mondial et finaliste à Paris lors de l'édition précédente. Un peu plus tard dans la soirée le numéro 2 mondial Daniil Medvedev est sorti sèchement du tournoi par le Croate Marin Čilić, 23e mondial, grâce à une victoire en 3 sets 6-2, 6-3, 6-2.

### Juin
- 4 juin : la Polonaise et numéro 1 mondiale Iga Świątek remporte le tournoi de Roland Garros en battant en finale la jeune Américaine Coco Gauff. Elle glane ainsi le 9e titre WTA de sa carrière en simple, le 2e en Grand Chelem après Roland-Garros en 2020. Avec ce nouveau succès, elle enchaîne une 35e victoire consécutive, égalant le record depuis l'an 2000 de Venus Williams et remporte un 6e tournoi d'affilée.
- 5 juin : l'Espagnol Rafael Nadal remporte le tournoi de Roland Garros pour la 14e fois de sa carrière en dominant en finale le norvégien Casper Ruud. Il s'agit du 92e titre ATP de sa carrière en simple, le 22e en Grand Chelem.
- 19 juin : la Tunisienne Ons Jabeur remporte le tournoi WTA 500 de Berlin, son 3e titre en carrière, en battant en finale la Suissesse Belinda Bencic. Aux tournois ATP 500 de Halle et du Queens, ce sont respectivement le Polonais Hubert Hurkacz et l'Italien Matteo Berrettini qui l'emportent face à Daniil Medvedev et Filip Krajinović. Pour l'Italien, c'est le 2e titre consécutif de la saison après son sacre la semaine précédente sur l'herbe de Stuttgart.
- 25 juin : la Tchèque Petra Kvitová remporte son 29e titre en carrière au WTA 500 d'Eastbourne contre la tenante du titre, la Lettone Jeļena Ostapenko.
- 27 juin : en remportant son premier tour à Wimbledon face à Kwon Soon-woo, Novak Djokovic devient le premier joueur de l'histoire à avoir remporté au moins 80 matches dans chaque tournoi du Grand Chelem durant sa carrière[16]. Chez les filles, en disputant son 62e tournoi du Grand Chelem consécutif (série débutée à l'Open d'Australie 2007), la Française Alizé Cornet égale le record de la plus longue série de l'ère Open, établi par la Japonaise Ai Sugiyama[17].
- 28 juin : en battant au premier tour de Wimbledon la Croate Jana Fett, la numéro 1 mondiale Iga Świątek remporte son 36e match consécutif et améliore le record de matchs consécutifs remportés au 21e siècle qu'elle détenait à égalité avec Venus Williams[18].
- 29 juin : c'est le retour à la compétition de l'Américaine Serena Williams qui, à 40 ans, n'a plus joué en simple sur le circuit depuis l'édition 2021 de Wimbledon. Elle est éliminée par Harmony Tan dès le premier tour[19] au terme d'un match long de 3 h 11 min. À l'issue du tournoi, l'Américaine disparait du classement WTA, pour la première fois depuis le début de sa carrière, commencée en 1997.

### Juillet
- 2 juillet : lors de son match au troisième tour de Wimbledon, l'Américain John Isner bat le record du plus grand nombre d'aces de l'histoire jusqu'alors détenu par Ivo Karlović (13728)[20]. La Française Alizé Cornet (37e mondiale) fait sensation en battant au troisième tour de Wimbledon la numéro 1 mondiale Iga Świątek et met ainsi fin à sa série de 37 victoires consécutives[21].
- 6 juillet : l'Australien Nick Kyrgios se qualifie pour la première fois de sa carrière dans le dernier carré d'un tournoi du Grand Chelem, devenant le premier Australien à réaliser cette performance depuis Lleyton Hewitt à l'US Open 2005. Il accède sans jouer à la finale à la suite du forfait[22] de Rafael Nadal, blessé aux abdominaux et devient ainsi le premier joueur non tête de série à atteindre ce stade de la compétition depuis Jo-Wilfried Tsonga à l'Open d'Australie 2008.
- 7 juillet : la numéro 2 mondiale tunisienne Ons Jabeur se hisse pour la première fois de sa carrière en finale d'un tournoi du Grand Chelem[23] en battant Tatjana Maria, qui, comme son adversaire, disputait sa première demi-finale en Majeur. Elle devient ainsi la première joueuse tunisienne et la première joueuse africaine à atteindre ce stade de la compétition dans un tournoi de cette catégorie.
- 9 juillet : la Kazakhe Elena Rybakina est sacrée vainqueure à Wimbledon[24] après sa victoire en finale sur la numéro 2 mondiale Ons Jabeur. Elle remporte ainsi le 3e titre de sa carrière en simple, le 1er en Grand Chelem. À 23 ans, elle devient non seulement la première Kazakhe de l'histoire à remporter un tournoi du Grand Chelem mais également la plus jeune joueuse à remporter ce titre depuis Petra Kvitová en 2011 (21 ans). Elle ne gagne pas les 2000 points WTA de la vainqueure à la suite de la décision ATP et WTA de ne distribuer aucun point au Majeur sur gazon s'il maintenait sa décision d'exclure Russes et Bélarusses en raison de la guerre en Ukraine[25].
- 10 juillet : le Serbe Novak Djokovic, triple tenant du titre, s'impose en finale de Wimbledon face à Nick Kyrgios[26]. Il s'agit du 88e titre de sa carrière en simple, le 21e en Grand Chelem et le 7e à Wimbledon, revenant à une unité du record détenu par Rafael Nadal. Il dépasse ainsi Roger Federer qui dispose jusqu'alors de 20 sacres en Majeur.

### Août
- 7 août : la Russe Daria Kasatkina s'adjuge son 1er titre de la saison face à l'Américaine Shelby Rogers au tournoi WTA 500 de San José. A Washington, l'Australien Nick Kyrgios remporte le tournoi en battant en finale Yoshihito Nishioka. Il s'agit du 7e titre ATP de sa carrière en simple, le 4e en ATP 500.
- 14 août : la Roumaine Simona Halep remporte son 3e titre au WTA 1000 du Canada[27] face à la Brésilienne Beatriz Haddad Maia. Elle remporte ainsi son 24e titre WTA. A Montréal, c'est l'Espagnol Pablo Carreño Busta qui remporte le tournoi[28] en battant en finale le Polonais Hubert Hurkacz. Il s'agit du 7e titre ATP de sa carrière, le premier en Masters 1000.
- 21 août : la Française Caroline Garcia remporte le tournoi WTA 1000 de Cincinnati[29] face à la Tchèque Petra Kvitová. Elle remporte son 11e titre WTA, (son 3e WTA 1000) et son 3e titre de la saison. Chez les hommes, le Croate Borna Ćorić remporte le tournoi en battant en finale le Grec Stéfanos Tsitsipás. Il s'agit du 3e titre ATP de sa carrière, le premier en Masters 1000. Classé 152e mondial au début du tournoi, il devient le joueur le moins bien classé à remporter un tournoi dans cette catégorie.
- 29 août : à Flushing-Meadow, Wu Yibing[30] devient le premier joueur chinois de l'ère Open à remporter un match dans le tableau principal d'un tournoi du Grand Chelem en signant, qui plus est, la plus belle victoire de sa carrière face au 35e mondial, le Géorgien Nikoloz Basilashvili. Les Américains Taylor Fritz et Brandon Holt, tous les deux fils d'anciennes championnes - Kathy May (ex n°10 mondiale) et Tracy Austin (ex n°1 mondiale) - s'affrontent au premier tour[31], 44 ans après que leurs mères qui s'étaient opposées lors du deuxième tour du Tournoi de Philadelphie, en 1978.
- 30 août : vainqueure de Wimbledon deux mois plus tôt, Elena Rybakina est battue dès le premier tour de l'US Open[32] par la Française Clara Burel.
- 31 août : la tenante du titre, la Britannique Emma Raducanu est également éliminée au premier tour de l'US Open par la Française Alizé Cornet[33].

### Septembre
- 3 septembre : la championne américaine Serena Williams dispute vraisemblablement le dernier match de sa carrière à l'US Open, au troisième tour, qu'elle perd face à l'Australienne Ajla Tomljanović[34].
- 5 septembre : durant les huitièmes de finale de l'US Open, l'Américain Frances Tiafoe crée la surprise en battant Rafael Nadal, seul membre du Big Three en lice dans le tournoi.
- 10 septembre : la Polonaise Iga Świątek remporte l'US Open[35] en battant en finale la Tunisienne Ons Jabeur qui devient, par ailleurs, la première joueuse issue du continent africain à atteindre ce stade de la compétition à l'US Open. La Polonaise gagne ainsi son 3e titre en Grand Chelem et le 7e de la saison.
- 11 septembre : en finale du dernier Grand Chelem de l'année, l'Espagnol Carlos Alcaraz vient à bout du Norvégien Casper Ruud et remporte l'US Open[36], le premier majeur de sa carrière. Il devient le lendemain le plus jeune numéro 1 mondial de l'Histoire.
- 25 septembre : la Russe Liudmila Samsonova remporte son 3e titre de la saison au tournoi WTA 500 de Tokyo en dominant en finale la Chinoise Zheng Qinwen.

### Octobre
- 9 octobre : la Tchèque Barbora Krejčíková remporte le tournoi WTA 500 d'Ostrava; c'est son 2e titre de la saison, une semaine après Tallinn, en dominant en finale la Polonaise Iga Świątek. A Tokyo, l'Américain Taylor Fritz remporte le tournoi ATP 500 en battant en finale son compatriote Frances Tiafoe. Enfin, au tournoi ATP 500 d'Astana, le Serbe Novak Djokovic remporte le titre en battant en finale le Grec Stéfanos Tsitsipás. Il s'agit de son 90e titre ATP en simple.
- 16 octobre : à San Diego, la Polonaise Iga Świątek remporte le 11e titre de sa carrière en battant en finale la Croate Donna Vekić. Il s'agit de son 3e titre en catégorie WTA 500 et du 8e titre remporté sur la saison.
- 23 octobre : lors de cette 1re édition du tournoi de Guadalajara qui vient compenser l'annulation des tournois WTA 1000 de Pékin et Wuhan, l'Américaine Jessica Pegula remporte son 2e titre WTA, le 1er titre depuis 2019, en dominant en finale la Grecque María Sákkari.
- 30 octobre : le Russe Daniil Medvedev remporte le tournoi de Vienne en battant en finale le Canadien Denis Shapovalov. Il s'agit du 15e titre ATP de sa carrière en simple. Lors du second ATP 500 de la semaine, à Bâle, c'est le Canadien Félix Auger-Aliassime qui remporte le titre en s'imposant en finale contre le Danois Holger Rune.

### Novembre
- 6 novembre : le Danois Holger Rune remporte le tournoi de Paris-Bercy en battant en finale le tenant du titre Novak Djokovic. Il s'agit du 3e titre ATP de sa carrière en simple, son premier dans la catégorie Masters 1000.
- 8 novembre : la Française Caroline Garcia remporte son 1er Masters en dominant en finale la Bélarusse Aryna Sabalenka. Elle en profite pour finir la saison au 4e rang mondial[37].
- 13 novembre : la Suisse remporte la Coupe Billie Jean King pour la 1re fois de son histoire en battant en finale l'Australie[38].
- 20 novembre : le Serbe Novak Djokovic remporte le Masters[39] en battant en finale le Norvégien Casper Ruud. Il devient le joueur le plus âgé à remporter le tournoi à 35 ans et 5 mois. Il remporte son 91e titre ATP en simple et son sixième Masters, égalant le record de Roger Federer.
- 27 novembre : le Canada remporte sa première Coupe Davis[40] grâce à sa victoire en finale face à l'Australie par 2 victoires à 0, Denis Shapovalov et Félix Auger-Aliassime ayant chacun remporté leur simple.

## Décès
- 4 décembre : décès à 91 ans de Nick Bollettieri